# Alboácem ibne Muça ibne Arfa Ra'a
Alboácem ibne Muça ibne Arfa Ra'a (Abul Hasan ibn Musa ibn Arfa Ra'a) (d. 1197) foi um famoso alquimista, artesão e autor muçulmano de Bagdá. É o autor de Shudhur al-dhahab (A Lantejoula de Ouro), um renomado trabalho lidando com experimentos teóricos e práticos na Química Medieval.
Escreveu sobre as propriedades de vários metais e forneceu informação detalhada sobre cerâmica esmaltada e as várias técnicas, métodos e processos de química industrial da época. Foi enormemente inspirado por Jabir ibne Haiane e seus estudantes.